# Viphya Forest
Viphya Forest är en planterad skog söder om staden Mzuzu i Malawi. Med en area på 560 km2 är det den största planterade skogen i Afrika. 1964 var skogen tänkt att producera råvara för ett pappersmassabruk som dock aldrig byggdes på grund av ändrade ekonomiska förutsättningar.